# Stefano Gaggero
Pour les articles homonymes, voir Gaggero.
Stefano Gaggero, né le 23 avril 1927 à Voltri, Gênes et mort le 23 octobre 2010 à Arenzano, est un coureur cycliste italien. Il a participé à sept reprises au Tour d'Italie, obtenant son meilleur résultat en 1956 avec une onzième place au classement général. Il a également remporté deux victoires sur cette épreuve lors de contre-la-montre par équipes, en 1953 et 1954

## Palmarès

### Palmarès amateur
- 1948
  - Trophée Attilio Strazzi
- 1950
  - 2e du Tour de Lombardie amateurs
- 1951
  - Coppa Guglielmetti
  - 2e du Trophée Attilio Strazzi

### Palmarès professionnel
- 1953
  - 11e étape du Tour d'Italie (contre-la-montre par équipes)
- 1954
  - 1re étape du Tour d'Italie (contre-la-montre par équipes)
  - 2e de Sassari-Cagliari
- 1957
  - 3e étape de Rome-Naples-Rome
  - 3e étape du Tour de Suisse

## Résultats sur le Tour d'Italie
8 participations
- 1953 : 35e
- 1954 : 49e, vainqueur de la 11e étape (contre-la-montre par équipes)
- 1955 : 40e, vainqueur de la 1re étape (contre-la-montre par équipes)
- 1956 : 11e
- 1957 : abandon
- 1958 : abandon
- 1960 : 94e
- 1961 : abandon